# Thalictrum semiscandens
Thalictrum semiscandens är en ranunkelväxtart som beskrevs av W. W. Smith. Thalictrum semiscandens ingår i släktet rutor, och familjen ranunkelväxter. Inga underarter finns listade i Catalogue of Life.